# Shammi Haque
Shammi Haque (bengalisch শাম্মী হক Śāmmī Hak; * 1993 in Bangladesch) ist eine bangladeschische - deutsche Bloggerin, Menschenrechtsaktivistin der Shabag-Bewegung und seit 2018 Journalistin in Deutschland.

## Leben
Shammi Haque wurde 1993 in Bangladesch geboren und studierte Betriebswirtschaftslehre (Business Marketing) und Journalismus in Dhaka mit Abschluss als Bachelor. Während des Studiums begann sie, als Bloggerin feministische Texte zu veröffentlichen. Ab 2013 engagierte sie sich in der Shabag-Bewegung und führte Straßenproteste an. Laut taz vernetzte sie die Bewegung mit Menschenrechtsorganisationen und brachte die Forderung nach mehr Säkularismus ein. Die Bewegung wurde von Anhängern des Islamischen Staates (IS), Al-Qaida auf dem indischen Subkontinent (AQIS), Jamaat-e-Islami und dem Ansarullah Bangla Team (ABT) bekämpft. Nachdem sie von Islamisten mit Vergewaltigung und Mord bedroht worden war, erhielt sie durch den Staat umfangreichen Polizeischutz. Gleichwohl wurde ihre Unterkunft und ihre Arbeitsstelle gekündigt, und sie wurde von Veranstaltungen an der Universität ausgeschlossen. Mehrere Mitaktivisten wurden von Islamisten ermordet. Der Polizei warf sie vor, Informationen über potentielle Opfer an die Täter weiterzugeben. Zur Situation der Menschenrechte sagte sie: 

„Wenn Du in Bangladesch etwas Kritisches zur Religion oder Regierung schreibst, kannst Du direkt von der Polizei abgeholt werden.“

 Im Jahr 2015 erhielt sie Asyl in Deutschland. Ihr Engagement und ihre Flucht erlangten internationale Aufmerksamkeit. 2016 wurde sie für den Raif Badawi Award nominiert.
Von 2018 bis 2020 absolvierte sie eine journalistische Ausbildung an der Axel Springer Akademie und wurde zunächst für die taz und dann für die Bild-Zeitung zu Themen der Meinungsfreiheit, der Frauenrechte und des Islamismus tätig. Heute ist sie Investigativjournalistin bei Correctiv.
2023 erhielt die Berlinerin die deutsche Staatsbürgerschaft.